# آدهيلي (رب)
آدهيلي (بالإنجليزية: Adaheli)‏ في أساطير سكان أمريكا الجنوبية، وتحديدًا في أساطير سورينام، هو ربُّ الشمس. كان آدهيلي تجسيدًا للشمس في أساطير منطقة أورينوكو في أمريكا الجنوبية.

## الأسطورة
لقد كان منزعجًا من حقيقة أنه لم يكن هناك أشخاص على الأرض، ولذا، فقد هبط إلى الأرض ليخلقهم. بعد ذلك بوقت قصير، ظهر الناس لأول مرة، ولدوا من جزر كايمان. جميع النساء الأصليات كن جميلات. ومع ذلك، كان بعض الرجال قبيحًا لدرجة أن الآخرين وجدوا أنهم لا يطاقون حرفيًا. أدى ذلك إلى فصل الناس الأصليين، حيث ذهب الرجال القبيحون إلى الشرق مع زوجاتهم والباقي يذهبون إلى الغرب مع زوجاتهم.